# Глускін Олександр Михайлович
Олександр Михайлович Глускін (нар. 5 лютого 1899, Одеса — пом. 18 липня 1969, Москва) — радянський живописець, графік, педагог; член Асоціації художників революційної Росії у 1931—1932 роках та Московської організації Спілки радянських художників з 1932 року.

## Біографія
Народиався 5 лютого 1899 року в Одесі. З 1916 року був слухачем, а у 1918—1921 роках студентом Одеського художнього училища, де навчався у Киріака Костанді та Юлія Бершадського. Працював у «Вікнах сатири» Одеського відділення «ЮгРОСТА».
У 1921 переїхав до Москви. Брав активну участь в організації групи «НОЖ» (рос. Новое общество живописцев). У 1924—1928 роках був членом товариства «Буття».
У 1941—1942 роки перебував у Самарканді, де працював в мистецькій агітмайстерні міськкому партії. З 1942 по 1946 рік працював штатним художником на одному з оборонних заводів Москви. У 1950—1970-ті роки викладав в Московській художній школі на вулиці Кропоткінській.
Помер в Москві 18 липня 1969 року.

## Творчість
Працював в галузі станкового живопису та графіки, виконував ескізи плакатів, займався сатиричною графікою. Серед робіт:
- «Шахматист» (1930-ті);
- «Свято в містечку» (1931);
- «На демонстрацію» (1932);
- «Самарканд» (1942);
- «Автопортрет» (1965);
- «Провулок» (1966);
- «Портрет художника В. Л. Воробйова» (1967);

У 1919 році дебютував на «Першій народній виставці», що проходила в Одесі. Експонував свої твори на Виставці творів революційної і радянської тематики в Москві у 1930 році, Ювілейній виставці «Художники РРФСР за XV років» в Ленінграді і Москві у 1932—1934 роках, численних всесоюзних художніх виставках. Персональні виставки проходили в 1955 і 1968 роках в Москві.
Роботи художника зберігаються в Третьяковській галереї, Російському музеї, в регіональних музеях колишнього СРСР і в приватних колекціях в Росії і за кордоном.